# Шкарин, Владимир Вячеславович
Влади́мир Вячесла́вович Шка́рин (род. 6 августа 1977, Волгоград, РСФСР) — российский государственный и политический деятель, ректор ФГБОУ ВО «Волгоградский государственный медицинский университет» Минздрава России, доктор медицинских наук, профессор, заместитель председателя комитета по здравоохранению и охране общественного здоровья Волгоградской областной Думы, сопредседатель Регионального отделения Общероссийского общественного движения «Народный фронт „За Россию“» в Волгоградской области, член Правления Общероссийской общественной организации «Общество по организации здравоохранения и общественного здоровья».

## Образование
В 1999 году с отличием закончил Волгоградскую медицинскую академию по специальности «Стоматология», в 2000 году — клиническую интернатуру, в 2002 году — клиническую ординатуру, имеет специализацию по организации здравоохранения и общественному здоровью. Является доктором медицинских наук. В 2010 году окончил Волгоградскую академию государственной службы по специальности «государственное и муниципальное управление». В 2016 году прошел профессиональную переподготовку по программе «Управление в здравоохранении» в ФГБОУ ВПО «Российская академия народного хозяйства и государственной службы при Президенте Российской Федерации».

## Трудовая деятельность
Свою карьеру начал с должности лаборанта кафедры ортопедической стоматологии в Волгоградском государственном медицинском университете.
С 2002 по 2008 годы работал заместителем главного врача МУЗ «Ленинская центральная районная больница» Волгоградской области.
С 2008 года работа по совместительству доцентом кафедры ортопедической стоматологии Волгоградского государственного медицинского университета.
В 2008 году назначен на пост руководителя департамента здравоохранения администрации Волгограда.
В 2010 году заместитель главы Волгограда.
В 2011 году председатель Комитета по здравоохранению Администрации Волгоградской области.
С 2012 года, после переименования Комитета в министерство здравоохранения, — министр здравоохранения Волгоградской области.
С 2017 года работа по совместительству заведующим кафедрой общественного здоровья и здравоохранения факультета усовершенствования врачей Волгоградского государственного медицинского университета.
С декабря 2017 года — заместитель Губернатора Волгоградской области.
С 24 сентября 2019 года вступил в должность ректора Волгоградского государственного медицинского университета, также по совместительству — заведующий кафедрой общественного здоровья и здравоохранения Института непрерывного медицинского и фармацевтического образования Волгоградского государственного медицинского университета.
В сентябре 2019 года избран депутатом Волгоградской областной Думы VI созыва по Урюпинскому округу, выдвинут Волгоградским региональным отделением партии «Единая Россия». Являлся заместителем председателя комитета по охране здоровья. Входил в состав комиссии по вопросам реализации национальных проектов и приоритетных проектов развития Волгоградской области.
С декабря 2021 года сопредседатель Регионального отделения Общероссийского общественного движения «Народный фронт „За Россию“» в Волгоградской области.
С декабря 2023 года член Правления Общероссийской общественной организации «Общество по организации здравоохранения и общественного здоровья».
В сентябре 2024 года избран депутатом Волгоградской областной Думы VII созыва по единому избирательному округу, выдвинут Волгоградским региональным отделением партии «Единая Россия», Советская региональная группа №17. Является заместителем председателя комитета по здравоохранению и охране общественного здоровья, входит в состав комитета по образованию, науке и культуре, а также комитета по молодежной политике, развитию физической культуры и спорта.

## Награды и премии
- Почетная грамота Министерства здравоохранения и социального развития Российской Федерации (2005);
- Нагрудный знак «Отличник здравоохранения» (2006);
- Нагрудный знак МЧС России «Участнику ликвидации последствий ЧС» (2012);
- Медаль МЧС России «За содружество во имя спасения» (2013);
- Почетная грамота Министерства здравоохранения Российской Федерации (2014);
- Нагрудный знак ФНПР «За содружество» (2015);
- Грамота Председателя ДОСААФ России (2016);
- Памятный знак Губернатора Волгоградской области «75 лет Победа в Сталинградской битве» (2018);
- Памятный знак Губернатора Волгоградской области «За участие в проведении чемпионата мира по футболу 2018 года в Волгоградской области» (2018);
- Медаль МЧС России «За пропаганду спасательного дела» (2018);
- Грамота Главы Республики Ингушетия (2018);
- Почетная грамота Губернатора Волгоградской области (2019);
- Благодарность Президента Российской Федерации за достигнутые трудовые успехи и многолетнюю добросовестную работу (2019, 2023);
- Почетная грамота Совета Федерации Федерального Собрания Российской Федерации за большой вклад в развитие здравоохранения в Волгоградской области и подготовку высококвалифицированных специалистов в области медицины (2023).

## Семья
Женат, воспитывает дочь.

## Научная деятельность
За годы работы опубликовано 433 научных и учебно-методических работы.
1. ↑  Депутат Волгоградской областной Думы В.В.Шкарин. Дата обращения: 30 марта 2020. Архивировано 13 мая 2020 года.